# 올덴잘

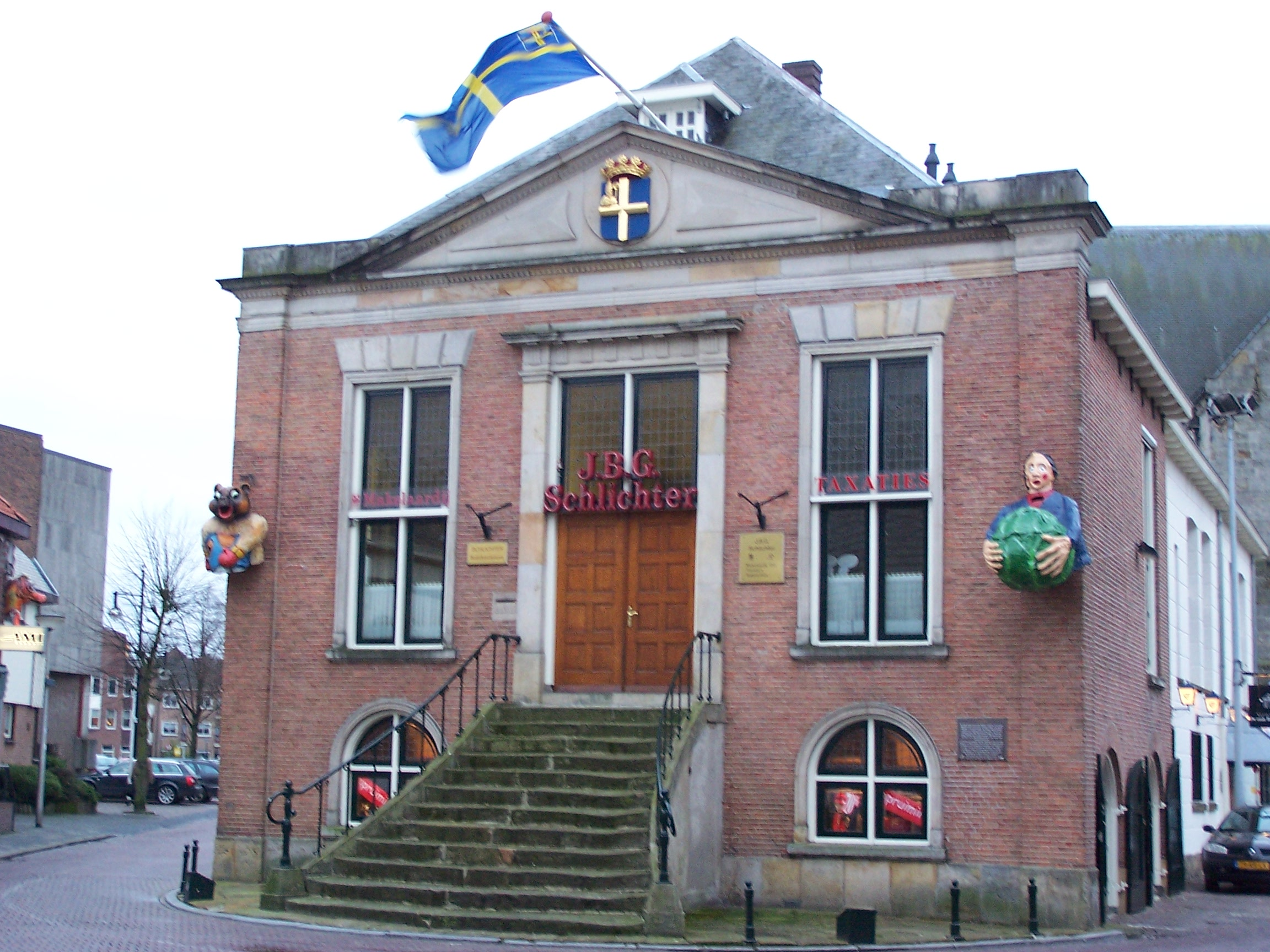
올덴잘 구 시청

올덴잘의 위치

올덴잘(네덜란드어: Oldenzaal)은 네덜란드 동부 오버레이설주의 도시로 면적은 21.95km2, 높이는 48m, 인구는 32,198명(2014년 5월 기준), 인구 밀도는 1,494명/km2이다. 독일 국경과 가까운 편이다.
1249년에 도시 지위를 부여받았다. 역사적으로 한자 동맹에 가입한 도시였던 데벤터르의 교외 도시였기 때문에 한자 동맹의 일부로 여겨졌다. 암스테르담과 독일을 연결하는 A1 고속도로, 헹엘로를 연결하는 철도가 지나간다.

시기
시 문장